# فدراسیون بین‌المللی جوجیتسو
فدراسیون بین‌المللی جوجیتسو (JJIF) یک فدراسیون بین‌المللی ورزشی است که در سال 1998 پس از گسترش فدراسیون اروپایی جوجیتسو (EJJF) برای گسترش ورزش رقابتی مدرن جوجیتسو، تاسیس شد البته این سازمان شامل آکادمی های حرفه ای و اورجینال جوجیتسو برزیلی که موسس آنها خانواده گریسی ها بودند نمیشود و بر جنبه آماتور و همگانی جوجیتسو تمرکز دارد
JJIF به عنوان عضوی از اتحادیه جهانی فدراسیون‌های ورزشی بین‌المللی (GAISF) و انجمن بین‌المللی بازیهای جهانی (IWGA) نمایندگی جوجیتسو حرفه ای در سراسر جهان را بر عهده دارد. JJIF در حال حاضر تنها سازمان جوجیتسو است که توسط GAISF و IWGA شناخته شده‌است. جوجیتسو تحت قوانین JJIF بخشی از بازیهای جهانی و المپیک هنرهای رزمی جهان است.

## تاریخچه
فدراسیون به عنوان ائتلافی از انجمن‌های سه کشور آغاز به کار کرد. در سال ۱۹۷۷، نمایندگانی از آلمان، ایتالیا و سوئد فدراسیون اروپایی جوجیتسو (EJJF) را تأسیس کردند. با افزایش تعداد ملل عضو در داخل و خارج از اروپا در سال ۱۹۸۷ فدراسیون نام خود را به فدراسیون بین‌المللی جوجیتسو (IJJF) تغییر داد و هسته اصلی فدراسیون را اولین اتحادیه قاره (EJJU) IJJF شد. به دنبال یک سری تغییرات در اساسنامه و تغییر در ساختار عضویت در سال ۱۹۹۸، IJJF تصمیم گرفت نام خود را به فدراسیون بین‌المللی جوجیتسو (JJIF) تغییر دهد.
در اوایل دهه ۱۹۹۰، IJJF به عضو موقت اتحادیه جهانی فدراسیون‌های ورزشی بین‌المللی(GAISF)، عضو انجمن بازی‌های بین‌المللی جهانی (IWGA - بخشی از جنبش المپیک همراه با IOC) و عضو فدراسیون ورزش برای همه (FISpT) در آمد و در کنگره GAISF 1998 عضویت کامل این مجمع را بدست آورد.
جوجیتسو تحت قوانین JJIF از زمان بازی‌های جهانی ۱۹۹۷ در لاهتی فنلاند یک رویداد در بازی‌های جهانی (ورلد گیمز) بوده‌است.

## جوجیتسو سنتی و ورزش جوجیتسو
مدارس مختلف (ryū) از قرن پانزدهم جوجیتسو سنتی را در ژاپن آموزش می‌دهند. JJIF یک نهاد حاکم برای هیچ‌یک از مدارس جوجوتسوی ژاپنی سنتی نیست. JJIF برسبک‌های سنتی جوجیتسو ژاپنی که اغلب به جای آنها به صورت فرد محور اداره می‌شوند که ادعا می‌کنند از انتقال ریشه‌های مختلف ژاپنی برخوردار هستند پیروی نمی‌کند. برخی از این سبک‌ها صدها سال قدمت دارند.
با این حالJJIF به عنوان یک فدراسیون بین‌المللی فقط برای اداره جوجیتسو حرفه ای تأسیس شد، ورزشی رقابتی که از جوجوتسوی سنتی گرفته شده‌است.

## استایل‌های مسابقه
JJIF در حال حاضر سه نوع مسابقات مختلف را در سطح بین‌المللی تنظیم می‌کند: سیستم کاتا(Duo)، سیستم مبارزه(Fighting) و مبارزه درخاک(Ne Waza).

### کاتا
استایلی است که در آن دو جوجیتسوکا (ورزشکار جوجیتسو) از یک تیم تکنیک‌های دفاع شخصی را در قالب ۱۲ تکنیک اجرا می‌کنند که به‌طور تصادفی توسط داور وسط تاتمی از ۲۰ حمله موجود فراخوانی می‌شود. تکنیک‌ها در ۴ قسمت اجرا می‌شوند که در هر قسمت ۵ تکنیک وجود دارد.
حمله با دست (یا خفه کردن)، حمله باگرفتن (یا قفل گردن)، حمله با ضربه (ضربات دست و پا) و حمله سلاح (چوب یا چاقو).
سیستم کاتا دارای سه دسته مسابقه ای است: مرد، زن یا مختلط
ورزشکاران به دلیل سرعت، دقت ، کنترل و واقع گرایی مورد قضاوت قرار می‌گیرند. مسلماً این مسابقه دیدنی‌ترین شکل مسابقات جوجیتسو است و به آمادگی فنی، همزمانی و کیفیت‌های ورزشی بالایی نیاز دارد.

### مبارزه کردن
با رویکردی متفاوت سیستم مبارزات در یک رقابت یک به یک بین ورزشکاران بیان می‌شود. این سیستم از نظر وزن و جنسیت در چند دسته تقسیم می‌شود
دسته‌های مردانه: -۵۵کیلوگرم، ۶۲ کیلوگرم، ۶۹ کیلوگرم، ۷۷ کیلوگرم، ۸۵ کیلوگرم، −۹۴کیلوگرم، ۹۴+کیلوگرم.
دسته‌های زنان: −۴۸کیلوگرم، ۵۵ کیلوگرم، ۶۲ کیلوگرم، ۷۰ کیلوگرم، ۷۰+کیلوگرم.
مسابقه واقعی در سه مرحله تقسیم شده‌است
قسمت اول جوجیتسوکارها را می‌بیند که در نبردهای از راه دور (حملات کنترل شده با دست و پا)
پس از گرفتن یکدیگر مسابقه وارد قسمت دوم می‌شود وضربات دیگر مجاز نیستند.
جوجیتسوکارها سعی می‌کنند با تکنیک‌های مختلف پرتاب یکدیگر را پایین بیاورند (و امتیازها با توجه به تکنیک کامل و مؤثر بودن عمل داده می‌شوند) همچنین تکنیک‌های تسلیم یا خفه کردن کنترل شده و قفل مفاصل در قسمت دوم مجاز است.
پس از پایین آمدن روی تاتامی‌ها (تشک‌ها) مسابقه وارد قسمت سوم خود می‌شود. در اینجا نکاتی برای تکنیک‌های بی حرکتی، خفه کردن ها، کنترل کردن یا قفل مفاصل بدن آورده شده‌است که حریف را به تسلیم درمی‌آورد.
برنده جوجیتسوکا است که بیشترین امتیاز را در طول مبارزه کسب کرده‌است. پیروزی کامل (ضربه فنی) به جوجیتسوکا اختصاص داده می‌شود که در هر سه قسمت امتیازایپون (امتیاز کامل) بدست آورد. این نوع مسابقات به زمان، چابکی، قدرت و استقامت نیاز دارد.

### مبارزه در خاک(Ne-Waza)یا استایل BJJ
Ne-Waza (مبارزه در خاک) یکی از استایل‌های اصلی جوجیتسو (و جودو) است. مبارزه دو حریف ایستاده شروع می‌شود. ضربات دست و پا مجاز نیست. پس از شروع مبارزه، داور فقط در لحظات حساس توقف بازی می‌دهد بنابراین معمولاً قسمت اصلی مبارزه در زمین انجام می‌شود. این هدف این است که با تسلیم حریف با قفل مفاصل یا خفه کردن ها (شیمه) برنده شوید. در مدت زمان ۶ دقیقه امکان کسب امتیاز برای پرتاب، زمین‌خوردن ، کنترل حریف و اقدامات برای کسب برتری در مبارزه وجود دارد. Ne-Waza Ju-Jitsu فوق‌العاده تاکتیکی است و گاهی اوقات به عنوان بازی شطرنج هنرهای رزمی توصیف می‌شود. این مجموعه قوانین مشابه قوانین جوجیتسو برزیلی است.
| سن                     | ارتباط جنسی | دسته‌های وزنی | دسته‌های وزنی | دسته‌های وزنی | دسته‌های وزنی | دسته‌های وزنی | دسته‌های وزنی | دسته‌های وزنی |
| ---------------------- | ----------- | ------------ | ------------ | ------------ | ------------ | ------------ | ------------ | ------------ |
| نوجوانان (U17)         | مرد         | −۵۵کیلوگرم   | −۶۰کیلوگرم   | −۶۶کیلوگرم   | −۷۳کیلوگرم   | −۸۱کیلوگرم   | −۹۰کیلوگرم   | ۹۰+کیلوگرم   |
| نوجوانان (U17)         | زن          | −۴۴کیلوگرم   | −۴۸کیلوگرم   | −۵۲کیلوگرم   | −۵۷کیلوگرم   | ۶۳ کیلوگرم   | ۷۰ کیلوگرم   | ۷۰+کیلوگرم   |
| جوانان (U20) بزرگسالان | زن          | −۴۸کیلوگرم   | −۵۲کیلوگرم   | −۵۷کیلوگرم   | ۶۳ کیلوگرم   | ۷۰ کیلوگرم   | −۷۸کیلوگرم   | ۷۸+کیلوگرم   |
| جوانان (U20) بزرگسالان | مرد         | −۶۰کیلوگرم   | −۶۶کیلوگرم   | −۷۳کیلوگرم   | −۸۱کیلوگرم   | −۹۰کیلوگرم   | ۱۰۰ −کیلوگرم | ۱۰۰+کیلوگرم  |

مدت زمان مسابقه برای نوجوانان ۴ دقیقه و ۶ دقیقه برای جوانان و بزرگسالان (<= ۳۵ سال) و ۵ دقیقه برای مبارزین از ۳۶ سال به بعد است.

## ورزش جوجیتسو و جنبش المپیک
JJIF عضو است GAISF و IWGA و هر دو سازمان در همکاری نزدیک با کمیته بین‌المللی المپیک (IOC)هستند. این سازمان در تلاش است جوجیتسو حرفه ای را به عنوان یک رویداد المپیک در آینده تأسیس کند.

## جوجیتسو jjif ایران
جوجیتسو jjif در ایران در حال حاضر به صورت انجمن مستقل زیر نظر فدراسیون انجمن های ورزشی جمهوری اسلامی ایران فعالیت می‌کند و تنها سبک جوجیتسو مورد تأیید وزارت ورزش و جوانان و کمیته ملی المپیک می‌باشد. ریاست انجمن جوجیتسو ایران بر عهده محمد حسن رستمیان می‌باشد.